# إد ميلر (كاتب أغاني)
إد ميلر (بالإنجليزية: Ed Miller)‏ هو كاتب أغاني بريطاني، ولد في 1964.

## وصلات خارجية
- إد ميلر على موقع ميوزك برينز (الإنجليزية)
- إد ميلر على موقع ديسكوغز (الإنجليزية)